# پژوهشکده محیط‌های خشک
پژوهشکده محیط‌های خشک با اسم و مضمونی متناسب با اقلیم ایران در ابتدای سال ۱۳۹۴ موفق به دریافت مجوز موافقت اصولی از شورای گسترش آموزش عالی(در جلسه ۸۷۸ شورا) شد.
پژوهشکده مزبور، نخستین پژوهشکده در بین واحدهای دانشگاه آزاد اسلامی است که موفق به دریافت مجوز از وزارت علوم، تحقیقات و فناوری شده‌است.

## طرح‌ها
این پژوهشکده مدعی است که با آب دریا می‌توان کشت گیاه انجام داد تا فشار و هجمه بر منابع محدود آب زیرزمینی و افزایش تقاضای مصرف آب شیرین در کناره خلیج فارس و دریای عمان (که منابع کمی از آب شیرین داشته ولی در عوض امکان استفاده از آب شور دریا برایشان فراهم است) برای توسعه فضای سبز، کشاورزی و بیابان‌زدایی را کاهش داد. شورورزی و تعامل و انطباق با طبیعت از شعارها و ادعاهای نوین این پژوهشکده با استفاده از دانش و فناوری در بخش مدیریت کشاورزی، محیط زیست، منابع طبیعی، تولیدات دامی، آبزی‌پروری،‌ فضای سبز شهری، تاب‌آوری و انرژی‌های نو است.